# Tarucus kulala
Tarucus kulala is een vlinder uit de familie van de Lycaenidae. De wetenschappelijke naam van de soort is voor het eerst geldig gepubliceerd in 1955 door Evans.